# Chailloué
Chailloué es una comuna nueva francesa situada en el departamento de Orne, de la región de Normandía.

## Historia
Fue creada el 1 de enero de 2016, en aplicación de una resolución del prefecto de Orne de 21 de diciembre de 2015 con la unión de las comunas de Chailloué, Marmouillé y Neuville-près-Sées, pasando a estar el ayuntamiento en la antigua comuna de Chailloué.

## Demografía
| Gráfica de evolución demográfica de Chailloué entre 1800 y 2014 |
|                                                                 |

Los datos entre 1800 y 2014 son el resultado de sumar los parciales de las tres comunas que forman la nueva comuna de Chailloué, cuyos datos se han cogido de 1800 a 1999, para las comunas de Chailloué, Marmouillé y Neuville-pres-Sées de la página francesa EHESS/Cassini. Los demás datos se han cogido de la página del INSEE.

## Composición
| Comuna delegada    | Código INSEE | Población (2013) | Superficie (km²) | Densidad (hab./km²) |
| ------------------ | ------------ | ---------------- | ---------------- | ------------------- |
| Chailloué          | 61081        | 623              | 11.61            | 54                  |
| Marmouillé         | 61253        | 162              | 9.53             | 17                  |
| Neuville-près-Sées | 61306        | 147              | 14.74            | 10                  |